# The Sweet Inspirations
«The Sweet Inspirations» (с англ. — «Сладостные вдохновения») — женская вокальная соул/ритм-энд-блюз группа, существовавшая в 1963—1979 годах. Группа известна своей работой бэк-вокалисток для таких звёзд мировой эстрады как Элвис Пресли, Соломон Берк, Эстер Филлипс и Арета Франклин. «The Sweet Inspirations» образованы в 1963 г.

## Состав
- Сильвия Шемвелл (англ. Sylvia Shernwell) — вокал.
- Сиссия Хьюстон (англ. Cissy Houston) — вокал (р. 5 апреля 1950, Ньюарк, Нью-Джерси).
- Мирна Смит (англ. Myrna Smith) — вокал.
- Эстелл Браун (англ. Estelle Brown) — вокал.

## История группы
Группа образовалась в конце 50-х и первоначально называлась «The Drinkard Singers». В её состав входили: Дорис Трой, Джуди Клэй, Дайон Уорик и её сестра Ди Ди Уорик. Вплоть до 1967 года, группа записывала собственные альбомы. Постоянной солисткой группы в те годы оставалась Сисси Хьюстон (мать Уитни Хьюстон). В 1963 году группа дала себя новое имя — «The Sweet Inspirations».
Ди Ди Уорик покинула группу в 1965 году, начав сольную карьеру. Вскоре, она была заменена Мирной Смит. Эстель Браун присоединилась к группе вскоре перед тем, как группа заключила контракт со звукозаписывающим лейблом «Atlantic Records». Оригинальным составом группы на сегодняшний день принято считать: Сильвия Шемвелл, Сисси Хьюстон, Мирна Смит, Эстелл Браун. На звукозаписывающей сессии 28 марта 1967 года, «The Sweet Inspirations» впервые выступили в роли бэк-вокалисток. Они осуществили вокальную партию для песни Вана Моррисона — «Brown Eyed Girl», вскоре ставшей классическим хитом музыканта. Песня была выпущена в июне 1967 и достигла максимальной позиции #8 в музыкальном хит-параде «Billboard Hot 100». В октябре 2007 года, Моррисон был награждён сертификатом «Broadcast Music Incorporated» на 8 миллионов экземпляров сингла «Brown Eyed Girl».
Свой дебютный альбом «The Sweet Inspirations» выпустили в апреле 1967 года. Пластинка была выпущена под лейблом «Atlantic Records» и включила в себя два первых сингла в творчестве группы: «Why (Am I Treated So Bad)» — песня, ранее записанная группой «The Staple Singers» и «Let It Be Me» — французская песня, получившая наибольшую известность в исполнении Бетти Эверетт и Джерри Батлера в 1964 году. Хотя первые синглы «The Sweet Inspirations» не имели значительного успеха в хит-парадах, «Atlantic Records» оставались преданы идеи продвинуть группу, имевшую серьёзные перспективы. Вовремя звукозаписывающей сессии в Мемфисе, прошедшей в августе, была записана большая часть песен, сделанных специального для дебютного альбома группы, выпущенного в 1967 году. В течение месяца после выпуска альбома, песни достигли высоких отметок в музыкальных хит-парадах, что дало группе возможность приступить к записи второго альбома, в который вошли песни преимущественно в жанре госпел. Альбом назывался «Songs Of Faith & Inspiration» и был выпущен в 1968 году. Вскоре группа вновь вернулась в студию «Atlantic Records» для записи нового альбома. В дальнейшем их песни исполнила известная группа «The Bee Gees» (песня «To Love Somebody»), а также группа «The Righteous Brothers» (песня «Unchained Melody»). Последняя песни в исполнении The Sweet Inspirations проложила им дорогу в хит-парады.
В 1968 году «The Sweet Inspirations» приняли участие в записи альбоме Джими Хендрикса — «Electric Ladyland», выступив в роли бэк-вокалисток в песне — «Burning of the Midnight Lamp». Они также приняли участие в записи альбома «Dusty in Memphis» известной английской певицы Дасти Спрингфилд. Начиная с 1969 года «The Sweet Inspirations» стали постоянными бэк-вокалистками Элвиса Пресли. Группа выступала с музыкантом на большинстве его «живых» концертов, а также принимала участие в записи его студийных альбомов. Ранее, группа уже занималась концертной деятельностью, участвуя в «живых» выступлениях с Аретой Франклин. Их бэк-вокалы можно услышать на таких альбомах Пресли, как «Elvis In Person At The International Hotel», «Elvis», «Moody Blue», «Elvis As Recorded At Madison Square Garden » и «Aloha From Hawaii». Четвёртый студийный альбом группы был записан в феврале 1969 года на студии «Muscle Shoals Sound Studios» Шеффилд, штат Алабама. Несмотря на занятость группы, пришедшуюся на время записи нового альбома, они продолжали оставаться бэк-вокалистками для Ареты Франклин, Перси Следжа и Кларенса Картера. В октябре 1969 года, постоянная солистка «The Sweet Inspirations» Сисси Хьюстон заявила о своём намерении покинуть группу. Хьюстон собиралась начать сольную карьеру и посвятить себя семье. С этого момента состав группы изменился, и теперь в неё входили только: Сильвия, Эстель, Мирна и новая участница Энн Уиллиямс, подруга Эстель. Уилльямс оставалась в группе до того момента, как не был выпущен последний альбом на лейбле «Atlantic Records» — «Sweet sweet soul». Альбом включил песню, вскоре ставшую классикой ритм-энд-блюза — «Gotta Find Me A Brand New Lover». Песня написана Кеннетом Гамбелом и Леоноф Хаффом, более известными как авторский дуэт «Gamble & Huff». Особую популярность с этого альбома также имели песни «That’s The Way My Baby Is» и «Flash In The Pan».
Заключительная сессия группы на «Atlantic Records» прошла в июне 1970 года. В состав группы на тот момент входили: Эстель, Мирна и Сильвия. На альбоме было выпущено два сингла: «This World» (из мюзикла «The Me Nobody Knows») и «Evidence». В 1973 году трио в составе Эстель, Мирны и Сильвии сделали запись альбома, выпущенного под лейблом «Stax Records». К 1979 году, Эстель покинула группу и была заменена Глорией Браун. Глория участвовала практически во всех концертных турне, но не приняла участие в записи последнего LP-альбома группы — «Hot Butterfly», выпущенного под лейблом «RSO». Вместо неё, в записи этого альбома приняла участие Пэт Терри. Они группируются, разбивался коротко после того. В 1978 году группа бэк-вокалы на записи Фрэнки Валли — «Grease» (русск. Бриолин), вошедшей в саундтрек к фильму с одноимённым названием. В 1979 группа совершила совместное турне с группой «The Bee Gees» — «Spirits Having Flown Tour», на котором также исполнили женскую вокальную партию.
«The Sweet Inspirations» вернулись на сцену в новом составе лишь в 1994 году. В него входили: Эстель Браун, Мирна Смит и Сильвия Шемвелл. В 2001 году Сильвия перенесла тяжёлый удар, который препятствовал её выступлению в группе. С этого момента в группе появилась новая участница — Порти Гриффин. В 2005 году «The Sweet Inspirations» выпустили новый альбом — «In The Right Place». В данный момент группа принимает активное участие в различных трибьют-шоу, посвящённых памяти Элвиса Пресли, исполняя старые хиты музыканта.

## Дискография

### Альбомы
| Дата релиза | Название                           | Лейбл            |
| ----------- | ---------------------------------- | ---------------- |
| 1967        | «The Sweet Inspirations»           | Atlantic Records |
| 1968        | «Songs of faith & inspiration»     | Atlantic Records |
| 1969        | «Sweets for my sweet»              | Atlantic Records |
| 1969        | «What the World needs now is love» | Atlantic Records |
| 1970        | «Sweet sweet soul»                 | Atlantic Records |
| 1973        | «The Estelle, Myrna and Sylvia»    | Stax Records     |
| 1979        | «Hot Butterfly»                    | RSO              |

#### Синглы
| Год  | Название                    | Позиция в чарте | Позиция в чарте | Позиция в чарте   | Позиция в чарте |
| Год  | Название                    | Black singles   | Pop singles     | Club Play singles | Hot Dance music |
| ---- | --------------------------- | --------------- | --------------- | ----------------- | --------------- |
| 1967 | «Let It Be Me»              | 13              | 94              |                   |                 |
| 1967 | «Why (Am I Treated So Bad)» | 36              | 57              |                   |                 |
| 1968 | «Sweet Inspiration»         | 5               | 18              |                   |                 |
| 1968 | «To Love Somebody»          | 30              | 74              |                   |                 |
| 1968 | «Unchained Melody»          | 41              | 73              |                   |                 |
| 1969 | «Crying In The Rain»        | 42              |                 |                   |                 |
| 1970 | «A Brand New Lover»         | 25              |                 |                   |                 |
| 1971 | «Evidence»                  | 44              |                 |                   |                 |
| 1979 | «Love Is On The Way»        |                 |                 | 26                |                 |
| 2005 | «Celebration»               |                 |                 | 34                | 34              |

## Внешние ссылки
- Интервью с Мирной Смит на сайте elvis.com  (англ.)
- Интервью с Мирной Смит  (недоступная ссылка с 11-05-2013 [4307 дней]) на сайте Elvis2001.net  (англ.)
- Сайт, посвящённый Sweet Inspirations  (англ.)
- О группе на сайте AllMusic  (англ.)